# Marko Jovanović (ur. 1988)
Marko Jovanović, cyr. Марко Јoвaновић (ur. 26 marca 1988 w Belgradzie) – serbski piłkarz występujący na pozycji obrońcy.

## Kariera klubowa
Marko Jovanović jest wychowankiem klubu Budućnost Arilje. W 2001 roku przeszedł do juniorskiej drużyny Partizana Belgrad. Cztery lata później został wypożyczony do filijnego klubu Partizana, Teleoptiku. W tym klubie występował przez dwa sezony (2005–2007), po czym powrócił do Partizana. 23 lipca 2007 roku podpisał swój pierwszy profesjonalny kontrakt. Z Partizanem czterokrotnie wygrywał rozgrywki serbskiej Superligi oraz trzykrotnie zdobył Puchar Serbii.
23 czerwca 2011 roku Jovanović, wraz z argentyńskim piłkarzem Gervasio Núñezem, dołączył do drużyny Wisły Kraków przebywającej na zgrupowaniu w Holandii. 12 lipca Serb podpisał pięcioletni kontrakt z krakowskim klubem. W dniu 24 stycznia 2015, za porozumieniem stron, rozwiązał umowę z Wisłą.

## Kariera reprezentacyjna
W 2008 roku został powołany na Igrzyska Olimpijskie w Pekinie. Zagrał na nich we wszystkich meczach fazy grupowej: z Argentyną, Australią oraz Wybrzeżem Kości Słoniowej. W 2009 roku wystąpił na Mistrzostwach Europy U-21.

## Statystyki
(stan na 17 grudnia 2013)
| Klub         | Sezon        | Liga         | Liga  | Liga   | Puchary krajowe | Puchary krajowe | Puchary europejskie | Puchary europejskie | Suma  | Suma   |
| Klub         | Sezon        | Liga         | Mecze | Bramki | Mecze           | Bramki          | Mecze               | Bramki              | Mecze | Bramki |
| ------------ | ------------ | ------------ | ----- | ------ | --------------- | --------------- | ------------------- | ------------------- | ----- | ------ |
| Teleoptik    | 2005–2006    | Srpska Liga  | 28    | 0      | –               | –               | –                   | –                   | 28    | 0      |
| Teleoptik    | 2006–2007    | Srpska Liga  | 26    | 1      |                 |                 | –                   | –                   | 26    | 1      |
| Partizan     | 2007–2008    | Superliga    | 9     | 0      | 3               | 0               | 0                   | 0                   | 12    | 0      |
| Partizan     | 2008–2009    | Superliga    | 16    | 0      | 3               | 0               | 3                   | 0                   | 22    | 0      |
| Partizan     | 2009–2010    | Superliga    | 17    | 1      | 2               | 0               | 2                   | 0                   | 21    | 1      |
| Partizan     | 2010–2011    | Superliga    | 18    | 0      | 4               | 0               | 10                  | 0                   | 32    | 0      |
| Wisła Kraków | 2011–2012    | Ekstraklasa  | 15    | 0      | 2               | 0               | 10                  | 0                   | 27    | 0      |
| Wisła Kraków | 2012–2013    | Ekstraklasa  | 16    | 0      | 5               | 0               | –                   | –                   | 21    | 0      |
| Wisła Kraków | 2013–2014    | Ekstraklasa  | 17    | 0      | 2               | 0               | –                   | –                   | 19    | 0      |
| Suma         | Teleoptik    | Teleoptik    | 54    | 1      |                 |                 | –                   | –                   | 54    | 1      |
| Suma         | Partizan     | Partizan     | 60    | 1      | 12              | 0               | 15                  | 0                   | 87    | 1      |
| Suma         | Wisła Kraków | Wisła Kraków | 48    | 0      | 9               | 0               | 10                  | 0                   | 67    | 0      |

## Osiągnięcia

### Partizan
- Superliga: 2007/08, 2008/09, 2009/10, 2010/11
- Puchar Serbii: 2007/08, 2008/09, 2010/11